# Michał Mięsowicz
Michał Mięsowicz (ur. 19 września 1864 w Korczynie, zm. 25 marca 1938) – założyciel i właściciel Pierwszej Krajowej Fabryki Zegarów Wieżowych w Krośnie (1901), mistrz zegarmistrzowski i przedsiębiorca - wielokrotny laureat krajowych i międzynarodowych wystaw przemysłowych, m.in. w 1908 r. złoty medalista Międzynarodowej Wystawie Przemysłowej w Paryżu za zegar wieżowy.
W Krośnie pełnił wiele funkcji społecznych, m.in. Cechmistrza Cechu Wielkiego, przewodniczącego Komisji Egzaminów Czeladniczych, Prezesa Towarzystwa Mieszczańskiego "Zgoda", a także członka Rady Miasta Krosno oraz Wiceburmistrza Miasta Krosno.
"Pierwsza Krajowa Fabryka Zegarów Wieżowych" w Krośnie istniała w latach 1901 - 1938. Siedziba znajdowała się w budynku rodziny Mięsowiczów znajdującym się w centrum miasta w pobliżu Fary. Na parterze znajdowała się kuźnia i dział obróbki mechanicznej większych części zegarów, na piętrze odbywała się obróbka drobnych części oraz montaż mechanizmów i tarcz zegarowych. Fabryka wytwarzała zegary wieżowe w latach: 1901 - 1914 i 1925 – 1938.
Od 1925 r. Michał Mięsowicz zamawiał dzwony do swych zegarów w Odlewni Dzwonów i metali Karola Schwabe w Białej oraz odlewni dzwonów rodziny Felczyńskich w Kałuszu. Jednym z największych osiągnięć, był wykonany w 1927 r. zegar z mechanizmem wygrywającym na dzwonach pieśń maryjną "Witaj Święta", dla Kościoła Kolegiackiego w Szamotułach. Zegar ten funkcjonuje do dziś tak jak i trzy zegary istniejące w Krośnie (na budynku dawnego Urzędu Miejskiego, na wieży kościoła farnego i na gmachu sądu), na wieży ratusza w Brzozowie, na Domu pod Globusem w Krakowie. Fabryka M. Mięsowicza istniała do 1938 roku.
Michał Mięsowicz został pochowany w starej części cmentarza komunalnego. Po jego śmierci, ze względu na kłopoty finansowe rodziny, budynek fabryczny został sprzedany. Obecnie w pomieszczeniach dawnej fabryki mieści się Muzeum Rzemiosła. Na budynku zainstalowano zegar (częściowo zrekonstruowany) z tutejszej fabryki.